# 圣地亚哥·洛韦利
圣地亚哥·洛韦利（西班牙語：Santiago Lovell，1912年4月23日—1966年3月17日），阿根廷男子拳击运动员。他曾代表阿根廷参加1932年夏季奥林匹克运动会拳击比赛，获得男子重量级金牌。

## 家庭
弟弟吉列尔莫·洛韦利。